# يوشيهيسا هيرانو
يوشيهيسا هيرانو (平野義久 هيرانو يوشيهيسا) هو ملحن ياباني ولد في 7 ديسمبر 1971 في محافظة واكاياما.

## أعماله في الأنمي

### مسلسلات أنمي تلفزيونية
- بي بليد
- نانا السبعة
- حكاية الفتى هانادا
- إير ماستر
- أيام ميدوري
- سينسيه نو أوجيكان
- في أعماق الزمان البعيد: قصة الحراس الثمانية
- ماين ليب
- ستروبيري بانيك
- نادي مضيفي ثانوية أوران
- ديث نوت (بالتعاون مع هيديكي تانيوتشي)
- سوبر روبوت وورز: ديفاين وورز (بالتعاون مع تاكويا هاناوكا وتاكاشي كاكوزان)
- كوتتسشين جيغ
- توب سيكريت 〜The Revelation〜
- حجرة أبحاث RD (بالتعاون مع هيديكي تانيوتشي)
- هاجيمي نو إيبو New Challenger (بالتعاون مع هيديكي تانيوتشي من الحلقة 11 إلى الحلقة 26)
- هاجيمي نو إيبو Rising (بالتعاون مع تسونيو إيماهوري)
- تاتاكاو شيشو The Book of Bantorra
- في أعماق الزمان البعيد 3
- تشو-برا!!
- تانكين دريلاند
- تانكين دريلاند: كنز الألفية
- هنتر x هنتر (2011)
- توميكا هايبر ريسكيو درايف هيد
- إيدينز زيرو
- زويدز وايلد ZERO

### أوفا أنمي
- في أعماق الزمان البعيد: قصة حلم الهدرانج

### أفلام أنمي
- في أعماق الزمان البعيد: رقصة الليل
- سلسلة أفلام بريك بليد
  - بريك بليد: الفصل الأول "وقت النهوض"
  - بريك بليد: الفصل الثاني "مفترق الطرق"
  - بريك بليد: الفصل الثالث "جرح سيف القاتل"
  - بريك بليد: الفصل الرابع "أرض الكارثة"
  - بريك بليد: الفصل الخامس "أفق الموت"
  - بريك بليد: الفصل السادس "حصن الحزن"

## وصلات خارجية
- يوشيهيسا هيرانو على موقع IMDb (الإنجليزية)
- يوشيهيسا هيرانو على موقع ميوزك برينز (الإنجليزية)
- يوشيهيسا هيرانو على موقع أول ميوزيك (الإنجليزية)
- يوشيهيسا هيرانو على موقع ديسكوغز (الإنجليزية)
- يوشيهيسا هيرانو على موقع قاعدة بيانات الفيلم (الإنجليزية)

لم يتم العثور على روابط لمواقع التواصل الاجتماعي.